# Trizay
Trizay ist eine westfranzösische Gemeinde mit 1.505 Einwohnern (Stand 1. Januar 2022) im Département Charente-Maritime in der Region Nouvelle-Aquitaine. Die Bewohner werden Trizayens und Trizayennes genannt.
Die Gemeinde erhielt 2022 die Auszeichnung „Zwei Blumen“, die vom Conseil national des villes et villages fleuris (CNVVF) im Rahmen des jährlichen Wettbewerbs der blumengeschmückten Städte und Dörfer verliehen wird.

## Lage
Trizay liegt in einer Höhe von etwa 14 Metern ü. d. M. in der historischen Kulturlandschaft der Saintonge etwa 28 Kilometer (Fahrtstrecke) nordwestlich von Saintes bzw. 13 Kilometer südöstlich von Rochefort. Der Ort Échillais mit seiner sehenswerten romanischen Kirche Notre-Dame liegt nur vier Kilometer nordwestlich.

## Bevölkerungsentwicklung
| Jahr      | 1962 | 1968 | 1975 | 1982 | 1990 | 1999 | 2006 | 2016 |
| Einwohner | 683  | 707  | 733  | 902  | 1049 | 1122 | 1252 | 1480 |

Im 19. Jahrhundert verzeichnete der Ort einen beständigen Bevölkerungszuwachs von 270 im Jahr 1800 auf über 800 im Jahr 1896. Die Reblauskrise und die Mechanisierung der Landwirtschaft führten zu einem Bevölkerungsrückgang auf 630 Einwohner im Jahr 1954, doch wegen der Nähe zu Rochefort und den vergleichsweise niedrigen Mieten und Grundstückspreisen ist die Bevölkerung in den letzten Jahrzehnten beständig gewachsen.

## Wirtschaft
Über Jahrhunderte spielte die Landwirtschaft zum Zweck der Selbstversorgung der Bevölkerung die größte Rolle im Wirtschaftsleben der Gemeinde. Doch wurde in Gegend schon seit der Römerzeit auch Wein angebaut, der seit der frühen Neuzeit destilliert und nach Nordeuropa (v. a. nach England) exportiert wurde. Trizay gehört zu den Bois ordinaires et communs des Weinbaugebietes Cognac, doch werden die meisten Trauben wegen Absatzproblemen bei Cognac-Weinbränden zu Wein und Pineau des Charentes verarbeitet. Viele Bauern sind wieder zur 'normalen' Landwirtschaft zurückgekehrt.

## Geschichte
Auf dem Gebiet der Gemeinde befindet sich die Ruine eines Großsteingrabes (dolmen), dessen Decksteine jedoch in mehrere Teile zerbrochen sind; mehrere Bronzeäxte wurden ebenfalls gefunden. Im 11. Jahrhundert stiftete einer der Grundherrn (seignerurs) von Tonnay, zu deren Gebiet Trizay damals gehörte, der Abtei La Chaise-Dieu Grundbesitz und wahrscheinlich auch eine Geldsumme mit der Auflage, dort ein Priorat zu erbauen – dies war der Anstoß für die Errichtung der Prioratskirche Saint-Jean-l’Évangéliste und der angrenzenden Klausurgebäude, die später den Rang einer eigenständigen Abtei innehatte und letztlich den Kern für die Entstehung und Entwicklung des Ortes Trizay bildeten. Während der Hugenottenkriege (1562–1598) wurde das – inzwischen weitgehend unabhängige – Kloster teilweise zerstört, danach aber notdürftig wiederaufgebaut um dennoch bereits vor Beginn der Französischen Revolution aufgegeben zu werden. Im Jahre 1840 beschlossen die Einwohner von Trizay, den alten Ortskern zu verlassen und den Ort an der heutigen Stelle neu zu gründen – eine Kapelle wurde errichtet, die 1895 der heutigen Pfarrkirche wich.

## Sehenswürdigkeiten

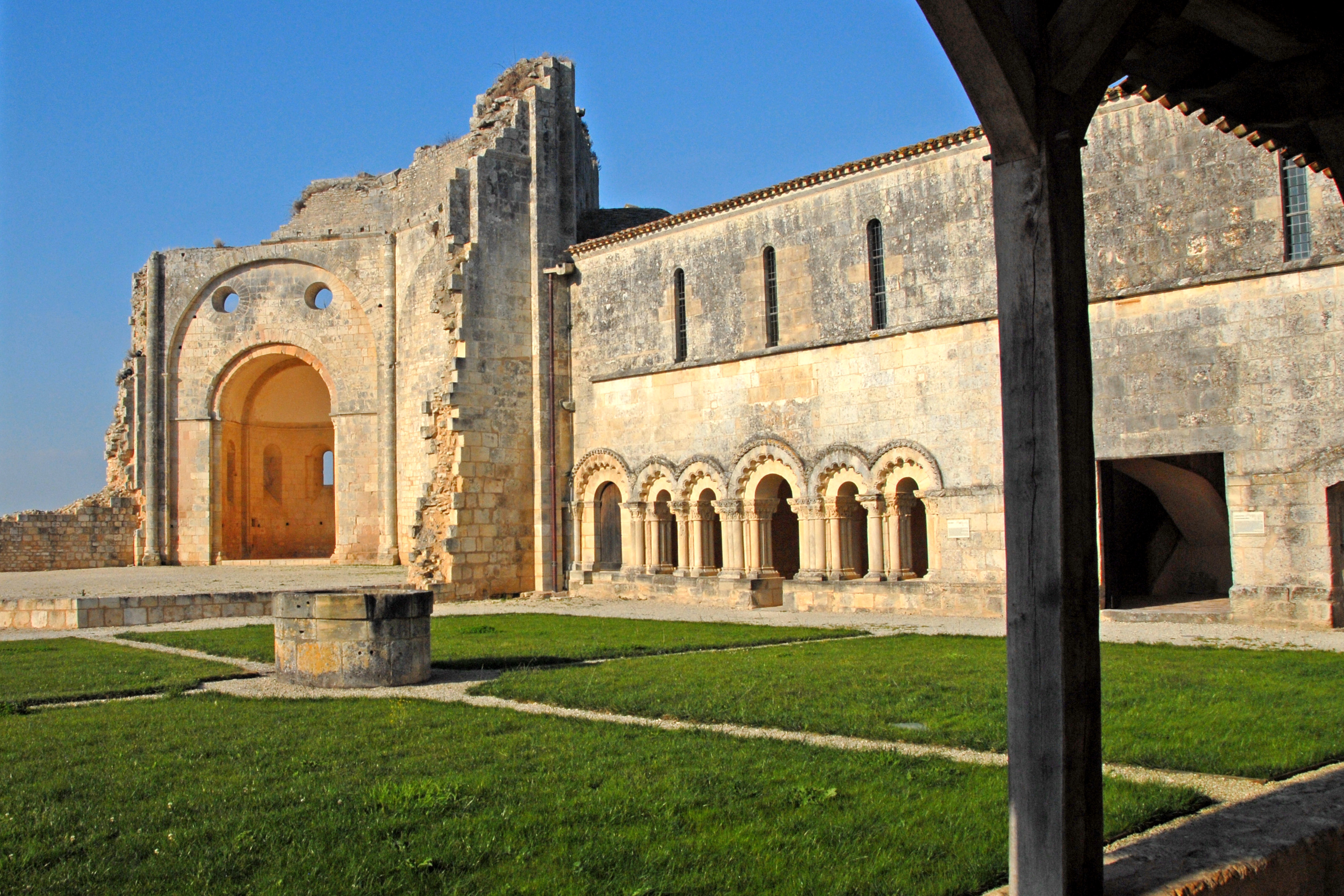
Ruinen des Priorats

- Von der etwa einen Kilometer westlich des Ortes liegenden romanischen Kirche des Priorates bzw. der späteren Abtei Saint-Jean-l’Évangéliste aus dem späten 11. bzw. frühen 12. Jahrhundert stehen nur noch Teile des Chores und der beiden – ungewöhnlich für die Baukunst der Saintonge – schräggestellten Apsiden. Interessanter ist der Kapitelsaal aus dem 13. Jahrhundert, dessen Vorhandensein auf ein hohes Maß an Unabhängigkeit vom etwa 300 Kilometer (Luftlinie) entfernten Mutterkloster in La Chaise-Dieu hindeutet. Seine spätromanische Fassade ist ausgesprochen reich dekoriert (Mehrfachsäulen, fünf offene und gezackte Bögen, Blattkapitelle); das – abgesehen von dem auf Säulen und Wandkonsolen ruhenden Rippengewölbe – schmucklose Innere des Raumes strahlt hingegen eine konzentrierte Harmonie aus. Dormitorium und Refektorium sind ebenfalls erhalten, werden jedoch heute des Öfteren für Ausstellungen genutzt. Der gesamte Komplex ist seit dem Jahre 1920 als Monument historique[2] klassifiziert.

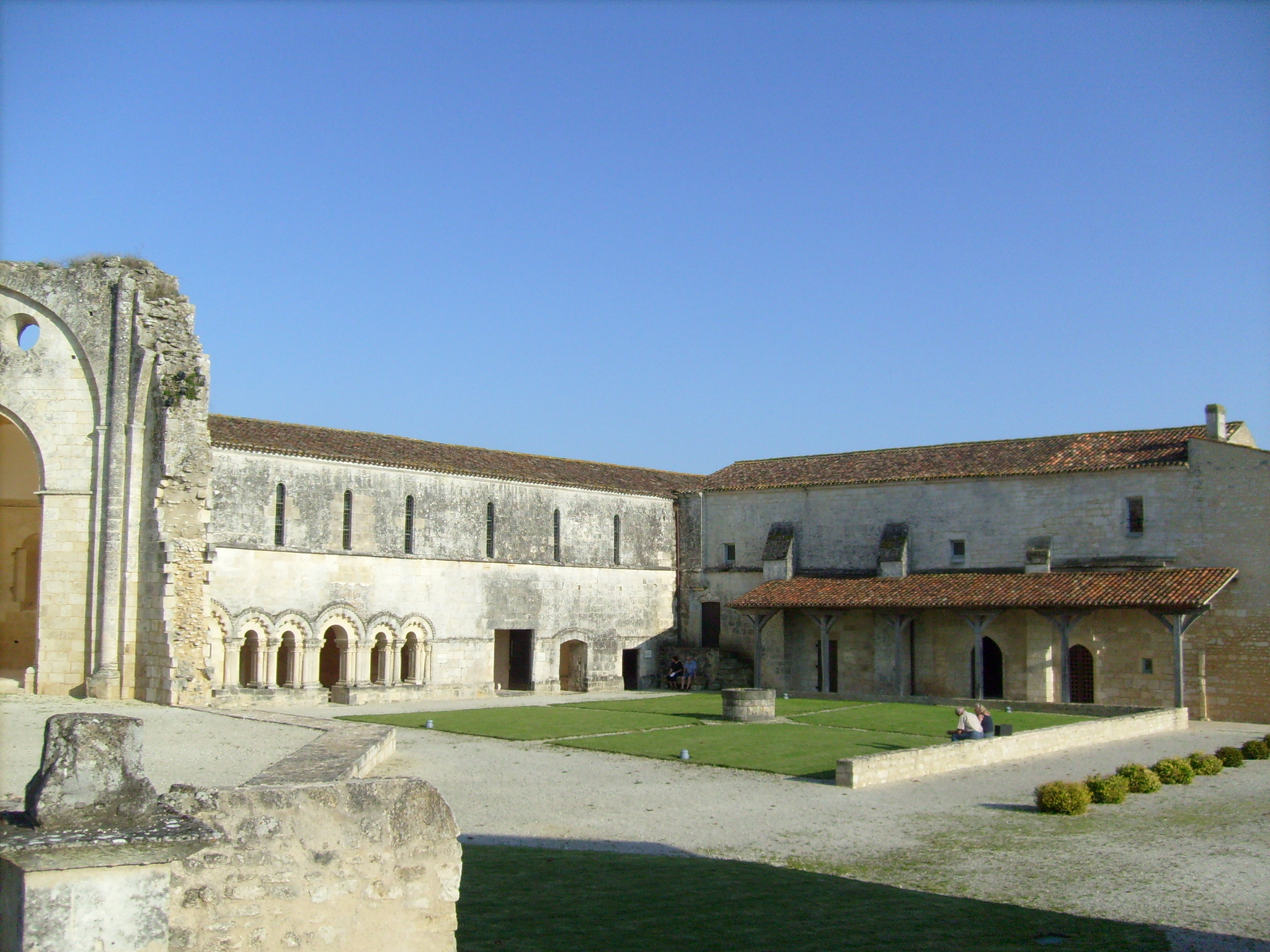
Prioratskirche, Kapitelsaal, Kreuzgang, Dormitorium und Refektorium
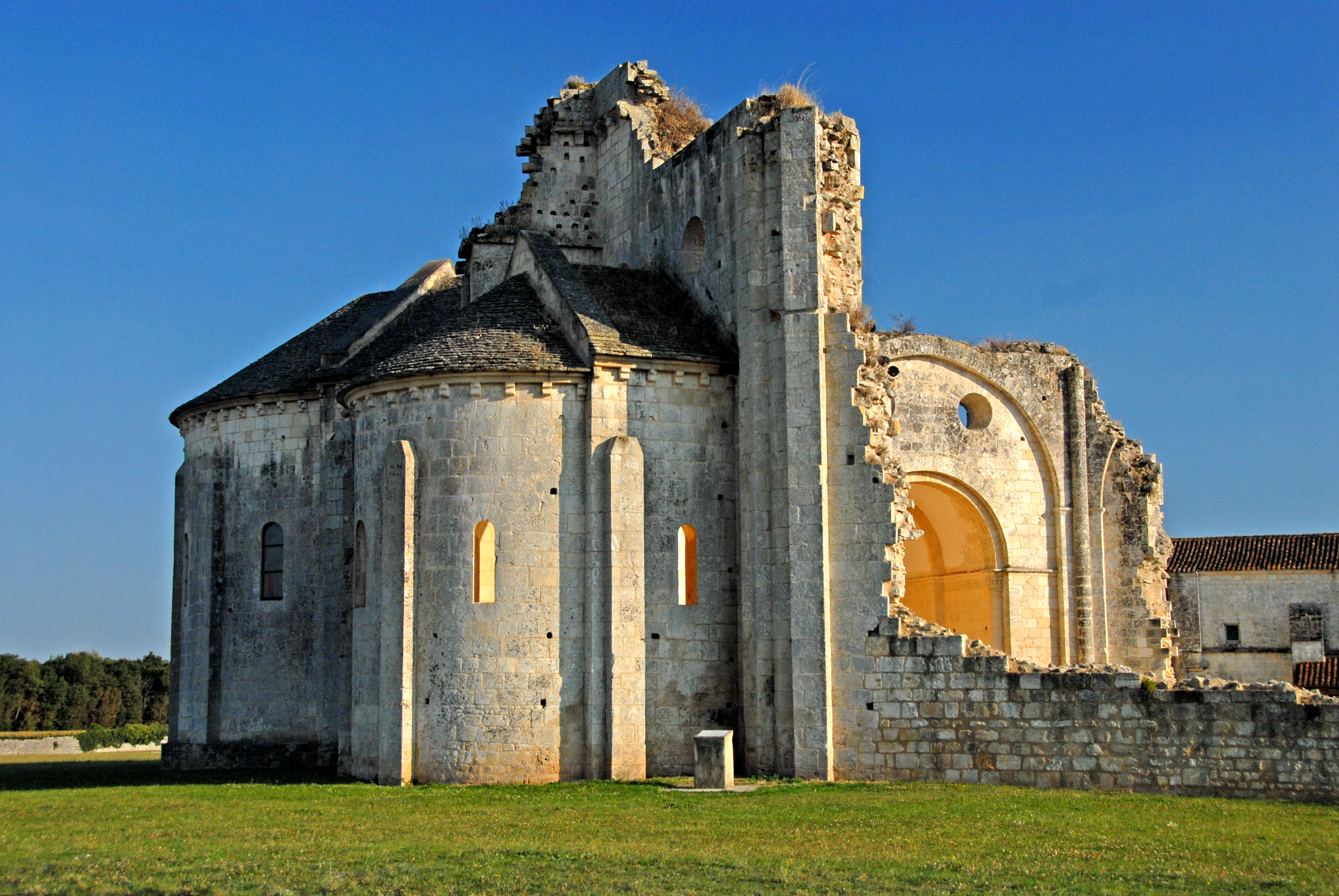
Prioratskirche
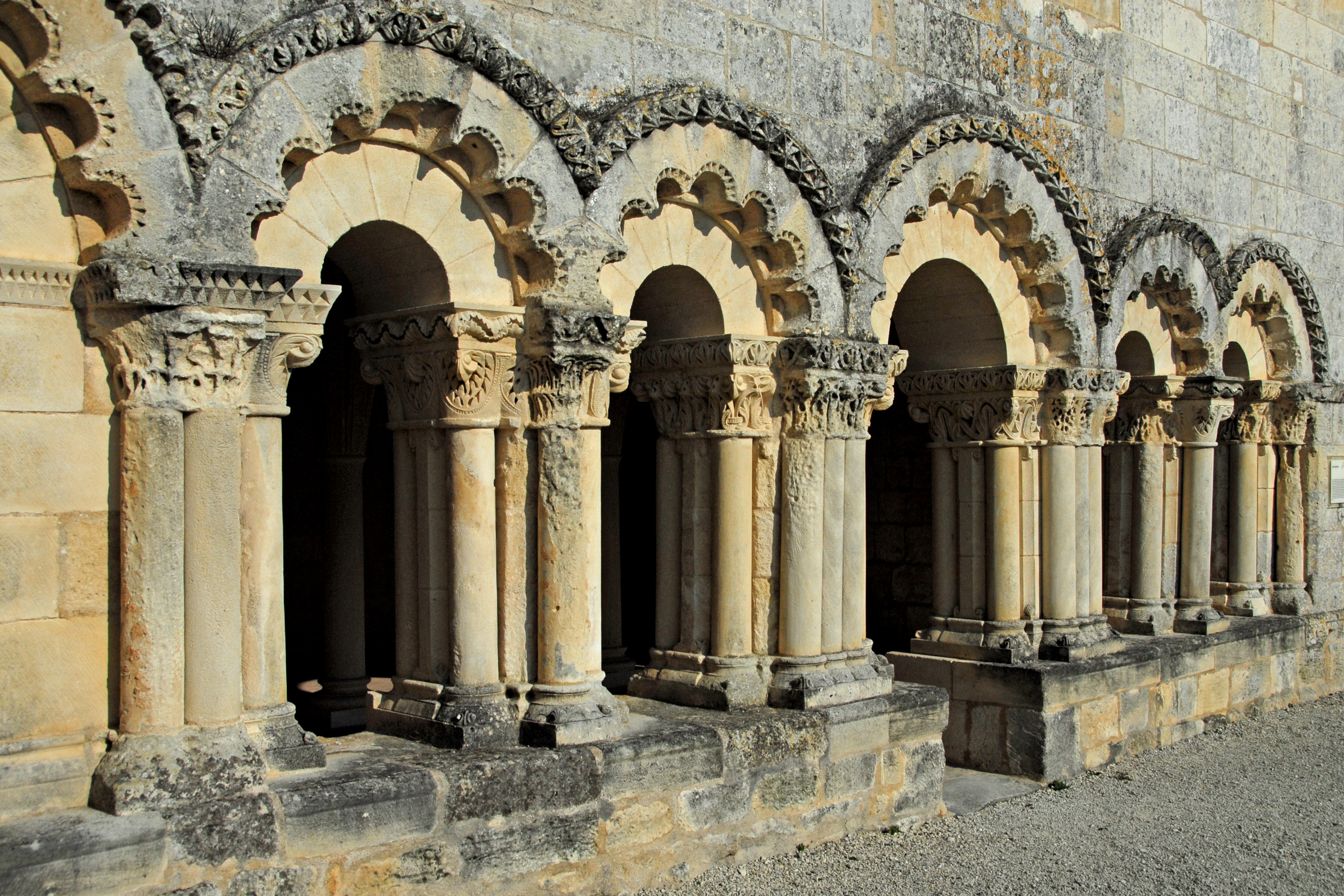
Fassade des Kapitelsaales
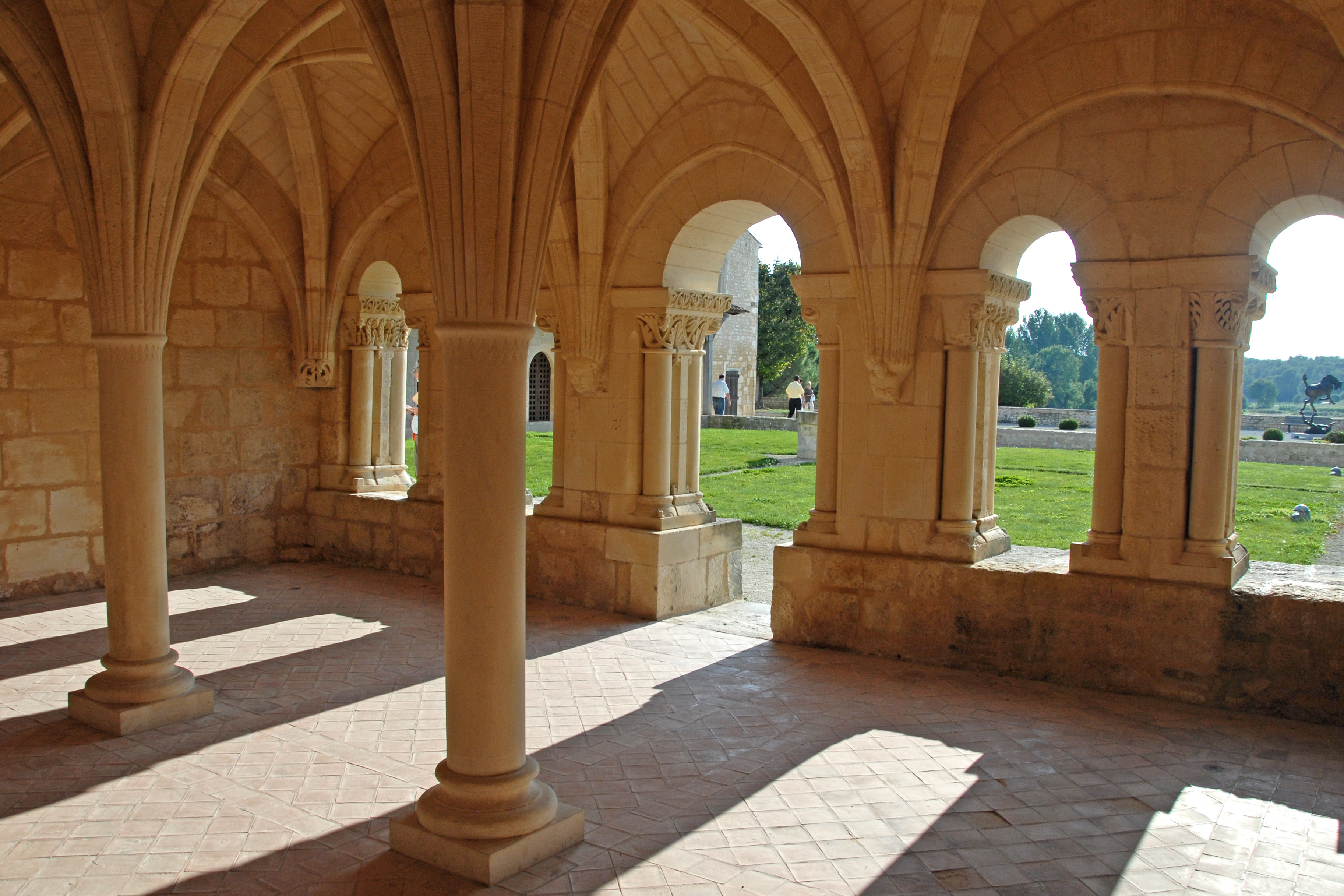
Kapitelsaal

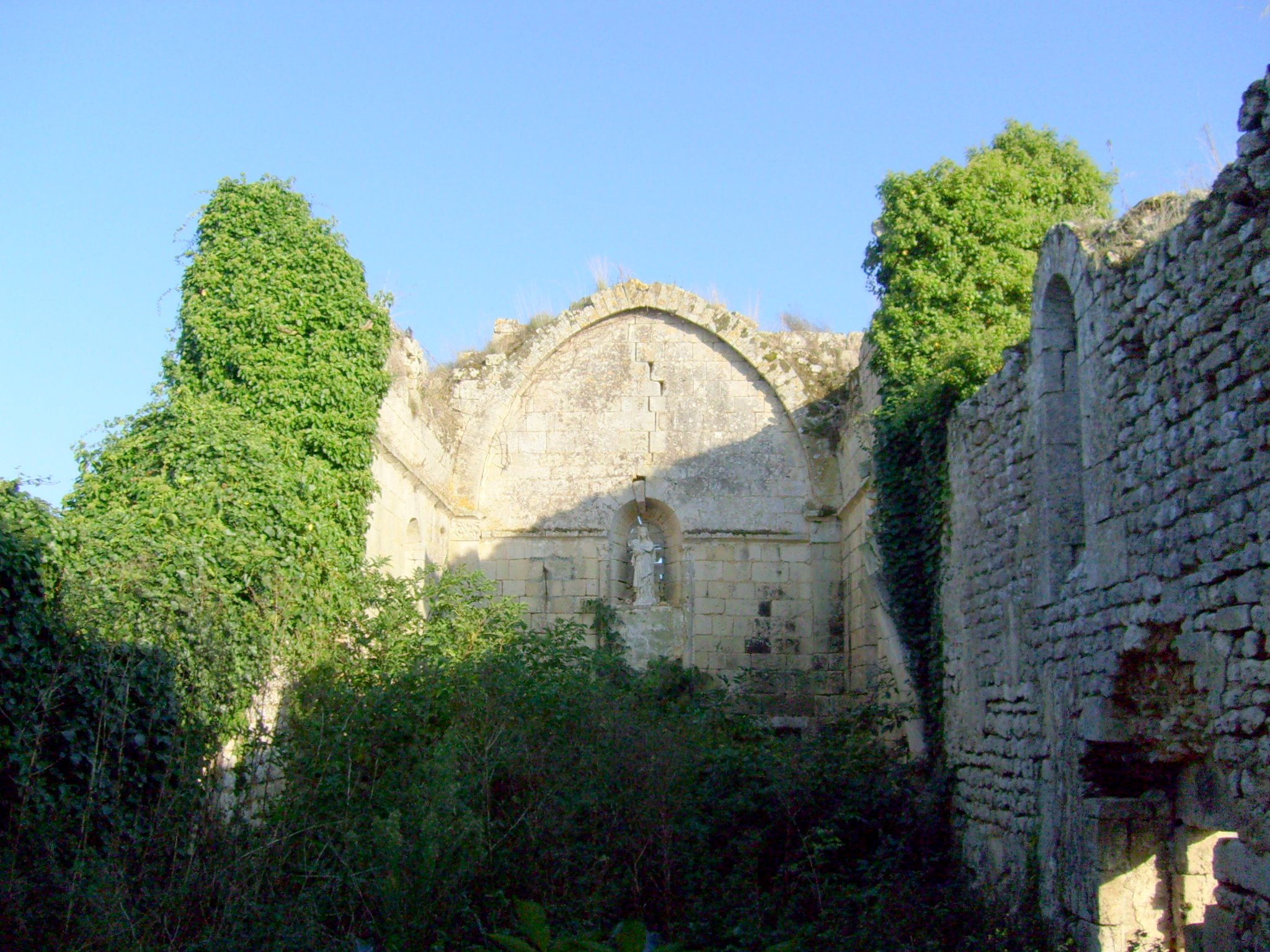
Notre-Dame de Monthérault

- Die in einem ehemals selbständigen Vorort Monthérault gelegene Kirchenruine Notre-Dame de Monthérault gilt als eine der ältesten Kirchen der Saintonge – einer lokalen Legende nach geht ihre Gründung auf Karl den Großen zurück, der hier im Jahre 777 als Dank für den Sieg in der Schlacht von Montierneuf eine Kirche gestiftet haben soll. Wie dem auch sei – die heute sichtbaren Teile gehören dem 10. und 11. (Bruchsteinmauerwerk), teilweise auch dem 12. Jahrhundert (Hausteinmauerwerk) an. Ein lange Zeit noch existierender Turm stürzte während eines Unwetters (Orkan Lothar) im Jahr 1999 ein und richtete weitere Schäden an. Die Kirchenruine wurde im Jahr 1996 als Monument historique[3] eingeschrieben.
- Das mit dunklen Schieferplatten gedeckte Château Belenfant wurde im Jahr 1887 von einem reichen Kaufmann der Gemeinde errichtet.
- Im Dolmen de Buffetizon wurden Überreste menschlicher und tierischer Zähne gefunden, die jedoch – ebenso wie mehrere Keramikscherben – aus späterer Zeit stammen.